# Desognaphosa spurgeon
Desognaphosa spurgeon är en spindelart som beskrevs av Norman I. Platnick 2002. Desognaphosa spurgeon ingår i släktet Desognaphosa och familjen Trochanteriidae.
Artens utbredningsområde är Queensland. Inga underarter finns listade i Catalogue of Life.